# FC Codru Lozova
Der Fotbal Club Codru Lozova ist ein moldauischer Fußballverein aus Lozova.

## Geschichte
Der Verein wurde 2008 gegründet. Die Mannschaft begann in der Divizia B. 2015 stiegen sie in die Divizia A auf. In der Saison 2018 gewannen sie die zweite Liga und spielen folglich seit 2019 in der Divizia Națională.

## Erfolge
- Moldauische Zweitligameisterschaft: 2018